# Шехреке-Ресалет
Шехреке-Ресалет (перс. شهرک رسالت‎) — село на севере Ирана, в остане Тегеран. Входит в состав шахрестана Тегеран. Является частью дехестана (сельского округа) Афтаб бахша Афтаб.

## География
Село находится в центральной части остана, к востоку от автодороги , на расстоянии приблизительно 1 километра (по прямой) к югу от города Тегеран, административного центра шахрестана.

## Население
По данным переписи 2006 года население села составляло 10 173 человека (5268 мужчин и 4905 женщин). В Шехреке-Ресалете насчитывалось 2429 домохозяйств. Уровень грамотности населения составлял 77,9 %. Уровень грамотности среди мужчин составлял 82 %, среди женщин — 73,6 %.
В 2016 году в селе имелось 2627 домохозяйств и проживало 8625 человек (4338 мужчин и 4287 женщин).